# Connor Brickley
Connor Brickley (* 25. Februar 1992 in Everett, Massachusetts) ist ein US-amerikanischer Eishockeyspieler, der zuletzt beim EC Red Bull Salzburg aus der österreichischen Eishockey-Liga unter Vertrag stand.

## Karriere

### Jugend
Connor Brickley spielte in seiner Jugend unter anderem für die Boston Jr. Eagles sowie für das Team der Belmont Hill School in einer regionalen High-School-Liga. Zur Saison 2009/10 wechselte der Angreifer zu den Des Moines Buccaneers in die United States Hockey League (USHL), die ranghöchste Juniorenliga der Vereinigten Staaten. Gegen Ende der Saison war er auch kurzzeitig im USA Hockey National Team Development Program aktiv, bevor er wenig später mit der U18-Nationalmannschaft der USA bei der U18-Weltmeisterschaft 2010 die Goldmedaille gewann. Anschließend wurde der US-Amerikaner im NHL Entry Draft 2010 an 50. Position von den Florida Panthers ausgewählt. Im Herbst schrieb sich Brickley an der University of Vermont ein und lief fortan für deren Eishockeyteam, die Vermont Catamounts, in der Hockey East auf, einer College-Liga im Spielbetrieb der National Collegiate Athletic Association. Insgesamt verbrachte er vier Jahre in Vermont; zudem vertrat er die U20-Nationalmannschaft der USA bei der U20-Weltmeisterschaft 2012 und belegte dort mit dem Team den siebten Platz.

### NHL und AHL
Im April 2014 unterzeichnete Brickley schließlich einen Einstiegsvertrag bei den Florida Panthers, die ihn bis zum Ende der Spielzeit 2013/14 sowie in der gesamten Saison 2014/15 bei ihrem Farmteam, den San Antonio Rampage, in der American Hockey League (AHL) einsetzten. In seinem ersten kompletten Profijahr wurde der Mittelstürmer mit 22 Toren und 25 Vorlagen zum zweitbesten Scorer der Rampage, sodass er zur folgenden Spielzeit den Sprung in den Kader der Panthers schaffte und im Oktober 2015 sein Debüt in der National Hockey League (NHL) gab. Nach 23 Einsätzen und fünf Scorerpunkten schickten ihn die Panthers allerdings zurück in die AHL, wo er die Saison beim neuen Farmteam, den Portland Pirates, beendete. Nachdem er seinen Vertrag in Florida im Juni 2016 noch um ein Jahr verlängert hatte, wurde der Angreifer im Oktober 2016 im Tausch für Brody Sutter an die Carolina Hurricanes abgegeben. Bei den Hurricanes konnte sich Brickley in der Folge keinen Platz im NHL-Aufgebot erarbeiten, sodass er das Jahr bei den Charlotte Checkers in der AHL verbrachte.
Im Juni 2017 wurde Brickley dann von den neu gegründeten Vegas Golden Knights im NHL Expansion Draft 2017 ausgewählt. Für diese Wahl – und um potentiell wertvollere Spieler zu schützen – erhielten die Golden Knights ein zusätzliches Fünftrunden-Wahlrecht für den NHL Entry Draft 2017 von Carolina. Mit Vegas kam in der Folge keine Verlängerung seines zum 1. Juli 2017 auslaufenden Vertrages zustande, sodass der Angreifer als Free Agent zu den Florida Panthers zurückkehrte und dort einen weiteren Einjahresvertrag unterschrieb. In gleicher Weise wechselte er anschließend im Juli 2018 zu den Nashville Predators, die ihn jedoch bereits im Januar 2019 an die New York Rangers abgaben und dafür Cole Schneider erhielten. Bei den Rangers wurde sein im Sommer 2019 auslaufender Vertrag in der Folge nicht verlängert.

### Europa
Nachdem Brickley bis Mitte Oktober 2019 keinen neuen Arbeitgeber auf dem nordamerikanischen Kontinent fand, heuerte er beim EC Red Bull Salzburg aus der Erste Bank Eishockey Liga an.

## Erfolge und Auszeichnungen
- 2010 Goldmedaille bei der U18-Junioren-Weltmeisterschaft

## Karrierestatistik
Stand: Ende der Saison 2018/19

### International
Vertrat die USA bei:
- U18-Junioren-Weltmeisterschaft 2010
- U20-Junioren-Weltmeisterschaft 2012

(Legende zur Spielerstatistik: Sp oder GP = absolvierte Spiele; T oder G = erzielte Tore; V oder A = erzielte Assists; Pkt oder Pts = erzielte Scorerpunkte; SM oder PIM = erhaltene Strafminuten; +/− = Plus/Minus-Bilanz; PP = erzielte Überzahltore; SH = erzielte Unterzahltore; GW = erzielte Siegtore; 1 Play-downs/Relegation; Kursiv: Statistik nicht vollständig)

## Familie
Er ist als Cousin zweiten Grades mit Andy, Quintin und Daniel Brickley verwandt, die allesamt ebenfalls professionelle Eishockeyspieler waren bzw. sind.